# خانه آقای رزاق رائی
خانه آقای رزاق رائی در شهرستان فومن، شهرک تاریخی ماسوله واقع شده و این اثر در تاریخ ۲۵ اسفند ۱۳۸۰ با شمارهٔ ثبت ۵۳۸۳ به‌عنوان یکی از آثار ملی ایران به ثبت رسیده است.